# 特命刑事 カクホの女
『特命刑事 カクホの女』（とくめいけいじ カクホのおんな）は、2018年からテレビ東京系「金曜8時のドラマ」枠で放送されていた日本の刑事ドラマシリーズ。主演は名取裕子と麻生祐未。
本項での「S1」は第1シリーズを表す。
2014年に、同じく「金曜8時のドラマ」枠で放送された『マルホの女〜保険犯罪調査員〜』の名取裕子と麻生祐未との再共演で、脚本と監督も同じく秦建日子と鈴木浩介が担当する。
2019年10月18日から12月6日まで、『特命刑事 カクホの女2』（とくめいけいじ カクホのおんな2）が放送された。

## あらすじ
三浦亜矢が率いる神奈川県警捜査一課の三浦班に、警視庁の人事課から北条百合子が異動してくる。通常ではありえない異動をしてきた百合子を警戒する亜矢だったが、じつは一方の百合子も、かつて婚約者だった刑事・刈谷晋作の死の真相を調べる目的で亜矢のことを探っていた。

## キャスト

### 凸凹コンビ
北条百合子
演 - 名取裕子
経歴：警視庁警務部人事第一課課長
→ 神奈川県警察本部刑事部捜査一課強行犯係 三浦班（S1）
→ 定年退職
→ 無職（S2第1話）
→ 神奈川県警横浜臨海警察署 嘱託職員（S2第2話 - 最終話）
昭和32年7月21日生まれ（S2第1話）。階級は警部。キャリアで、警視庁警務部人事第一課課長だったが、定年を目前に現場を経験したいとの希望で神奈川県警刑事部捜査一課に異動する。実は、3年前に神奈川県警内で起きた事件の真相を探っている。マイペースな性格。
S2第1話では無職だったが、城田署長と亜矢からの了解を得て嘱託職員として復帰する。
三浦亜矢
演 - 麻生祐未
経歴：神奈川県警察本部刑事部捜査一課強行犯係 三浦班班長（S1）
→ 神奈川県警横浜臨海警察署 副署長（S2）
三浦班班長。現場たたきあげの刑事。階級は警部補。3年前に神奈川県警内で起きた事件の第一発見者。他人のウソを見抜く勘に秀でており、百合子曰くその勘は絶対に外れない。
S2は所轄の副署長をしており署員から煙たがられている。

### 神奈川県警察本部

#### 刑事部捜査一課強行犯係 三浦班
村山修二
演 - 吉沢悠（S1）
兄貴肌で筋肉タイプの刑事。亜矢が不在の際には班の指揮を執る。
緑川大和
演 - 小関裕太（S1）
新米刑事。後輩気質のムードメーカー。
滝沢真央
演 - 鹿沼憂妃（S1）
事務職。30歳が近づき、結婚について考えている。
谷岡智彦
演 - 菅裕輔（S1第2話 - 最終話）
新任刑事。欠員（飯田竜司と半野英明）が出たため交番勤務から異動してきた巡査部長（S1第2話）。異動前の経歴は交番勤務6年、所轄刑事課3年。真面目な熱血漢。

#### 刑事部
淵山蓮
演 - 今野浩喜（S1）
鑑識課の鑑識員。エキセントリックな言動の目立つ人物。百合子を「百合ちゃん」と呼ぶ。
黒田作之助
演 - 渡辺いっけい（S1）
刑事部長。組織の体面を重んじる。実は如月の協力者で、刈谷晋作の事件ファイルを一部消去したり、青酸カリを飲んで死亡した強盗犯の死因を亜矢が飲ませたかのように偽装していた（S1最終話）。
森本武史
演 - 加藤満（S2第1話・第5話・第6話）
捜査一課長。S2第1話では野村一志の殺人事件の指揮をとる。

### 神奈川県警横浜臨海警察署
城田正樹
演 - 大東駿介（S2）、（少年期：志村瑛多〈S2第6話・最終話〉）
署長。竹宮と仲が良い。父親は如月光太郎で如月からは認知をされない私生児として育つ（S2最終話）。母親の真美子はうつになり安定剤の飲みすぎで死亡している。表向きは如月のスパイとして行動していたが、それは如月を油断させ復讐するためだった。
浜口洋二
演 - 正名僕蔵（S2）
刑事課強行犯係の係長。神奈川県警本部の命令で亜矢に嫌がらせをしていた（S2最終話）。
黒木達也
演 - 小野塚勇人（S2）
刑事課強行犯係。亜矢には5年前の新人時代に借りがあり、捜査情報を聞かれれば渋々教えている。スマホの亜矢の登録名は「あの女」。
竹宮が作ったキーワードを言うと爆発する「爆弾入りカプセルの入った小籠包」を食べる（S2第5話）。爆弾のキーワード「ゆうりんかく」を言い爆死する（S2最終話）。
磯貝宏行
演 - 生島勇輝（S2）
刑事課強行犯係。神奈川県警本部の命令で亜矢に嫌がらせをしていた（S2最終話）。
平純樹
演 - 渡辺碧斗（S2）
刑事課強行犯係。神奈川県警本部の命令で亜矢に嫌がらせをしていた（S2最終話）。
竹宮圭介
演 - 加藤雅也（S2）
鑑識課の鑑識官。「〜すなぁ」が口癖。署内にいるときは白衣を着ている。城田署長と仲が良く、二人で小籠包の研究をしている。
7年前、ヤクザに左足を鉄パイプで殴られボルトが7本入っていて今も走れない（S2第5話）。息子がいたが谷崎良雄のレーシック手術を受けて両目を失明する。その息子も1か月前に階段から転落し死亡している（S2第6話）。

### その他
如月光太郎
演 - 高橋克典
経歴：警察庁入庁（昭和63年）
→ 新潟県警本部刑事部捜査第二課長（平成4年）
→ 外務省大臣官房総務課危機管理調整室（平成5年）
→ 警視庁公安部外事第一課長（平成9年）
→ 警察庁警備局警備企画課理事官（平成11年）
→ 警察庁警備局国際テロリズム対策室理事官（平成15年）
→ 大阪府警本部警備部長（平成18年）
→ 警視庁第一方面本部長（平成20年）
→ 警察庁長官官房総務課長（平成23年）
→ 警視庁警務部長（平成26年 / S1）
→ 懲戒免職（平成30年）
→ 殺人指名手配犯（S2）
昭和40年11月19日生まれ（S2第1話）。警視庁警務部長。階級は警視監。百合子とは姉弟の友人で、「コウちゃん」と呼ばれている。百合子に情報を与えることもある。
実は刈谷晋作を殺害した真犯人であり、日本で大規模テロを画策している。孝雄殺害後に逃亡。
S2第1話で姿を現し、S2最終話で亜矢に逮捕される。
刈谷晋作
演 - 鶴見辰吾（特別出演・S1）
警視庁刑事。百合子の婚約者で、人生のパートナーだった。3年前に神奈川県警内で起きた事件で死亡。第一発見者が亜矢で、自殺として処理される。
刈谷孝雄
演 - 伊東四朗（S1）
晋作の父で、元刑事。百合子とは家族同然の付き合いをし、彼女を気遣って息子の事件を忘れるように促したが、自身は死因に納得がいかずに独自で再調査を開始し姿を消す。S1最終話で如月光太郎に殺害される。
安西/斉藤
演 - 宮川一朗太（S1最終話 / S2第1話）
名前はクレジットでS1最終話は「安西」、S2第1話は「斉藤」となっており本名不明。
謎の男として刈谷孝雄に接触し、その後、如月の逃走を手助けしている（S1最終話）。バー「NO.4」の従業員だが、昼間は「堀田」という偽名で百合子と一緒に炊き出しボランティアをしている（S2第1話）。斉藤のお粗末な行動が如月の怒りを買い、横浜港の倉庫の手術室で如月に体を固定され爆弾を装着させられる。48時間、手術室のドアが開かなければ爆弾は解除される設定だったが、亜矢がドアを開いたため100秒後に爆死する。
芹沢隼
演 - 長谷川初範（S2）
警視庁刑事部捜査四課。階級は警視正。以前は刈谷孝雄のもとで働いていた。
如月がいた場所に置いてあった「爆弾入りカプセルの入ったビン」を爆弾とは知らず持ち上げ爆死する（S2第6話）。
谷崎良雄
演 - 東根作寿英（S2第5話・第6話・最終話）
元眼科医。悪徳レーシック医師で海外に逃亡している。危篤の母聡子にひと目会うため帰国し桜庭総合病院に向う途中、待ち伏せていた竹宮の車にひかれ右足を骨折する（S2第6話）。

### 特別出演
江波敦史
演 - 寺島進（S2最終話）
奥多摩警察署地域課水根駐在所の警部補。全国の駐在所の研修会が横浜で開催しており百合子たちに遭遇する。

### ゲスト

#### 第1シリーズ（2018年）
第1話「凸凹コンビ結成」
- 飯田竜司（神奈川県警刑事部捜査一課強行犯係 三浦班 → 交番勤務） - 佐藤アツヒロ（S1最終話）
- 半野英明（神奈川県警刑事部捜査一課強行犯係 三浦班） - 池内万作
- 飯田結衣（飯田の妻） - 大村彩子
- 横山（横山外科内科 院長） - 藏内秀樹
- 城島（立てこもり犯・ネジ工場の工員） - 松嶋亮太
- 西口俊夫（土屋製作所 従業員・前科者） - 小林一英
- 半野響子（半野の妻） - 松菜乃子
- 優香（人質の女子高生） - 市川春琳
- 飯田さくら（飯田の娘） - 岡田香菜

第2話「奇妙な誘拐」
- 阿川伊代（ウェブデザイナー） - 南沢奈央
- 春日雅治（神奈川県警刑事部捜査一課強行犯係 春日班班長・亜矢の警察学校の同期） - 高杉亘（S1第6話）
- 末永直之（アスウル 社員） - 佐野泰臣
- 阿川優（伊代の妹・女子高生） - 伊藤雛乃

第3話「美女の変死」
- 田浦麻里（貴音の母） - 朝加真由美
- 平松絵美（SNS名「パトラ」・本名「神崎朋子」） - 清水葉月
- 吉田礼司（花丸フーズ 従業員） - 水澤紳吾
- 田浦貴音（2か月前から行方不明の女性） - 橘美緒
- 鈴木（スーパーマーケット「デイトナ」従業員・絵美の同僚） - 金谷真由美
- 大河内美紀（SNS名「ジャンヌ」） - 藤本沙紀

第4話「37秒の音声トリック」
- 小清水雄介（ペットカフェ店長） - 林泰文
- 加山浩美（富谷総合病院 看護師・諸星の元妻） - 黒坂真美
- 比留川正一（窃盗の前歴者） - 増田修一朗
- 加山翔太（諸星と浩美の息子） - 横山歩
- 諸星雅孝（個人タクシードライバー） - 若林久弥
- 奥津阿佐美（資産家） - いとう裕子

第5話「不幸のブーケ」
- 飯沼まどか（雪羽食品広報部広報一課 社員） - 芦名星
- 北原祐介（雪羽食品 社員・まどかの上司） - 平岡祐太
- 神田（みなと中央大学医療センター 医師） - 森岡豊
- 須田路恵（雪羽食品 社員・まどかの親友） - 橋本真実
- 逢沢美冬（如月の部下） - 近藤しづか（S1最終話）
- 細田和彦（みなと横浜ショートマラソン事務局 実行委員会総務） - 坂本直季

第6話「連続ポスト爆破事件」
- 星野健介（宅配便「ハンダエクスプレス」配達人） - 中村靖日
- 長谷川尊（商社「サンキコイート」社員・SNS名「ファイヤー」） - 松本岳
- 望月陽一（ミュージシャン） - 深月信之介
- 逢坂真斗（プロレスラー） - 岡倫之
- 工藤美由紀（主婦） - わかばかなめ
- 蓮見野々花（自殺したアイドル） - 鈴木茜音
- 柳生サキ（グラビアアイドル） - 市原佑梨

最終話「コンビ崩壊! 衝撃2時間SP」
- 強盗犯 - 石橋蓮司
- 樋口（110番通報した女性） - 水木薫
- 篠崎純一郎（軍事評論家） - 小林正樹
- 安田省吾（殉職した爆弾処理班・警部） - 野々山郁也

#### 第2シリーズ（2019年）
第1話「横浜で無差別連続無差別殺人 爆破まで99秒! 女医が遺した謎のメッセージ"テオ"? 真犯人暴くカギは三角の小籠包!? 卑劣な悪をカクホ!」
- 蒼井幸雄（ひので総合病院 医師） - 和田正人
- 井上七海（ひので総合病院 臨床研修医） - 久住小春
- ヤス（ホームレス） - 牧口元美
- 笠原良（バー「NO.4」バーテン） - 溝呂木賢
- ヤスの仲間（ホームレス） - 松尾雄治
- 高山祐樹（ひので総合病院 医師） - 飯作雄太郎
- 野村一志（公認会計士） - 斉藤佑介

第2話「完全密室殺人…嘘のアリバイVS第3の指紋 極上中華が暴く犯人」
- 山崎孝志（料亭「大橋」従業員） - 渡辺大
- 水嶋直哉（資産運用アドバイザー） - 河相我聞
- 植木正弘（料亭「大橋」支配人） - おかやまはじめ
- 小山内寛治（百合子の友人） - 坂口進也
- 添田充（厚生労働省 職員） - 瀬戸将哉

第3話「満月夜の殺害予告! 2つの死体…失踪少女 父母の涙が暴く犯人」
- 西野君雄（高校教師・香澄の父） - 相島一之
- 西野香澄（家出少女） - 北香那
- 村上志保（不良少女） - 根矢涼香
- 岸田淳也（半グレ集団「SR連合」リーダー） - 武藤賢人
- 西野晴美（香澄の母・君雄の妻） - 高井純子
- 岩橋洋介（半グレ集団「SR連合」構成員・香澄の恋人） - 佐野祐介
- 唯香（ホステス） - 平澤瑠菜

第4話「時速100キロの殺人! 隣人トラブルVS不倫の代償…謎の赤い粉!?」
- 永井恵実（沢口家の隣人） - 藤真利子
- 沢口香苗（つぐみ乳業 パート社員・結花の母） - 遊井亮子
- 沢口結花（女子中学生） - 佐々木千惺
- 三井大輔（香苗の内縁の夫） - 阿部亮平
- 内間良一（神奈川県警横浜臨海警察署交通捜査課 係長） - 坂田聡
- 栗山哲（つぐみ乳業 所長） - 伊達直斗
- 多田修也（神奈川県警横浜臨海警察署交通指導課 係長） - 椙本滋
- 奈緒（神奈川県警横浜臨海警察署 婦警） - 橘美樹
- 岩田悟志（傷害被害者） - 石井真司
- 秋本愛花（つぐみ乳業 社員） - あぢゃ

第5話「 麻薬所持の副総理夫人逮捕 7年越しの復讐劇!」
- 長浜数子（俊雄の妻） - 秋本奈緒美（S2第6話）
- 長浜俊雄（副総理大臣） - 岩松了（S2第6話）
- 三塚英雄（神奈川県警 本部長） - 冨家規政
- 高瀬敏也（神奈川県警 刑事部長） - 佐久間哲
- 担任の先生 - 城南海
- 前原満江（経済産業省 秘書官） - 中山由紀（S2第6話）
- 本橋周三（神奈川県警 警務部長） - 柴田次郎
- 佐藤（竹宮圭介のリハビリコーチ） - 斉藤一平
- 石森源治（山戸病院 医師） - 平野貴大
- 横山一樹（横浜市立寛政西小学校 児童） - 浅野瑛海
- 山田朝弘（バー店員） - ボブ鈴木（S2第6話）
- 谷崎聡子（谷崎良雄の母・桜庭総合病院 入院患者） - 一丞ハルミ

最終話「ヨコハマ最終決戦! 7人の刑事VS爆破テロ 遂に最後のカクホ!!」
- 真美子（城田正樹の亡き母） - 五十嵐舞

## スタッフ
- 脚本 - 秦建日子、脊尾篤弥、最上奈緒子
- 監督 - 鈴木浩介、本田隆一
- 主題歌
  - 第1シリーズ - 林部智史「運命の人」（avex trax）[30]
  - 第2シリーズ - 城南海「ONE」（ポニーキャニオン）[31]
- 音楽 - 羽岡佳
- サウンドデザイン - 石井和之
- 警察監修 - 尾崎祐司
- アクション - 森崎けんじ
- 技術協力 - アップサイド
- 美術協力 - フジアール
- チーフプロデューサー - 濱谷晃一[注 5]（テレビ東京）
- プロデューサー - 山鹿達也[注 6]（テレビ東京）、小松幸敏（テレビ東京 / S1）、祖父江里奈（テレビ東京 / S2）、石塚清和
- 製作 - テレビ東京、ファインエンターテイメント

## 放送日程

### 第1シリーズ
- 2018年1月19日 - 3月9日、全7話。
- 最終話は2時間SP。

| 各話                                                          | 放送日        | サブタイトル            | ラテ欄 | 脚本       | 監督     | 視聴率 |
| ------------------------------------------------------------- | ------------- | ----------------------- | --- | ---------- | -------- | ------ |
| 第1話                                                         | 2018年1月19日 | 凸凹コンビ結成          | 殺人犯は現役刑事!? 完全犯罪の落とし穴…空白75分間の謎暴け                                                              | 秦建日子   | 鈴木浩介 | 7.7%   |
| 第2話                                                         | 1月26日       | 奇妙な誘拐              | “奇妙”な誘拐事件 身代金1億と殺害予告 2回のトリック暴け                                                                | 秦建日子   | 鈴木浩介 | 7.0%   |
| 第3話                                                         | 2月02日       | 美女の変死              | ゴミ屋敷で変死したセレブ美女! DNAが殺人犯の“嘘”暴く                                                                   | 脊尾篤弥   | 本田隆一 | 6.0%   |
| 第4話                                                         | 2月09日       | 37秒の音声トリック      | 殺人犯にされた父! 37秒の音声トリック…逆転の鍵はダメ犬!?                                                               | 脊尾篤弥   | 本田隆一 | 3.7%   |
| 第5話                                                         | 2月16日       | 不幸のブーケ            | 殺人容疑の婚約者!? 完全犯罪は300着限定…復讐の凶弾が襲う                                                               | 秦建日子   | 鈴木浩介 | 6.8%   |
| 第6話                                                         | 3月02日       | 連続ポスト爆破事件      | 死者からの贈り物!? 連続ポスト爆破事件…“復讐”の最終章                                                                  | 最上奈緒子 | 本田隆一 | 6.6%   |
| 最終話                                                        | 3月09日       | コンビ崩壊! 衝撃2時間SP | 死者から宣戦布告! 無差別テロ&時限爆弾 留置所で被害者怪死… 3年前自殺した婚約者 真相の値段2000万円!? 復讐劇に衝撃ラスト | 秦建日子   | 鈴木浩介 | 8.7%   |
| 平均視聴率 6.6%（視聴率はビデオリサーチ調べ、関東地区・世帯） |               |                         | |            |          |        |

### 第2シリーズ
- 2019年10月18日 - 12月6日、全7話。
- 第1話は2時間スペシャルとして放送。

| 各話   | 放送日         | ラテ欄 | 脚本     | 監督     | 視聴率 |
| ------ | -------------- | --- | -------- | -------- | ------ |
| 第1話  | 2019年10月18日 | 横浜で無差別連続無差別殺人 爆破まで99秒! 女医が遺した謎のメッセージ"テオ"? 真犯人暴くカギは三角の小籠包!? 卑劣な悪をカクホ! | 秦建日子 | 鈴木浩介 | 6.9%   |
| 第2話  | 10月25日       | 完全密室殺人…嘘のアリバイVS第3の指紋 極上中華が暴く犯人                                                                     | 秦建日子 | 鈴木浩介 | 4.9%   |
| 第3話  | 11月01日       | 満月夜の殺害予告! 2つの死体…失踪少女 父母の涙が暴く犯人                                                                     | 秦建日子 | 本田隆一 | 4.0%   |
| 第4話  | 11月15日       | 時速100キロの殺人! 隣人トラブルVS不倫の代償…謎の赤い粉!?                                                                    | 秦建日子 | 鈴木浩介 | 3.8%   |
| 第5話  | 11月22日       | 麻薬所持の副総理夫人逮捕 7年越しの復讐劇!                                                                                   | 秦建日子 | 鈴木浩介 | 5.4%   |
| 第6話  | 11月29日       | 死を呼ぶTV電話! 爆破テロVS復讐代行人 2ミリカプセルの罠!?                                                                    | 秦建日子 | 本田隆一 | 5.6%   |
| 最終話 | 12月06日       | ヨコハマ最終決戦! 7人の刑事VS爆破テロ 遂に最後のカクホ!!                                                                    | 秦建日子 | 本田隆一 | 5.0%   |